# 大大阪観光
『大大阪観光』（だいおおさかかんこう）は、大阪市電気局（現在の大阪市交通局）と大阪市産業部が大阪市の観光宣伝のために1937年に制作した映画。2000年に大阪市指定文化財に指定された。

## スタッフ
- 原案：潮田耕（大阪市電気局運輸部電車課長）
- 指導：浅原喜太郎（運輸部電車課乗客係長）
- 製作：J.O.スタヂオ
- 撮影：玉井正夫
- 構成：中野孝夫

## 登場する事物
- 大阪駅
- 大阪市営地下鉄
- 難波
- 新世界
- 大阪市立動物園
- 住吉大社
- 四天王寺
- 高津神社
- 大阪城
- 大阪天満宮
- 中之島
- 観光艇「水都」
- 大阪朝日新聞社、大阪毎日新聞社
- 新大阪ホテル
- 大阪港
- 大阪市立電気科学館
- 心斎橋筋
- 道頓堀
- 千日前
- 浪花踊り